# Szőcs Géza (irodalomtörténész)
Szőcs Géza (Vízakna, 1870 – Gyergyószentmiklós, ?) erdélyi magyar gimnáziumi tanár, közíró, irodalomtörténész, műfordító, színműíró.

## Életútja
Középfokú tanulmányait Nagyszebenben végezte, majd 1890-ben magyarból és latinból, 1895-ben magyarból és románból is diplomát szerzett a kolozsvári egyetemen. A nagyszebeni, majd a lugosi állami főgimnáziumban tanított. Tagjává választotta a temesvári Arany János Társaság. Magyarra fordította Mihai Eminescu, Eduard Mörike több költeményét. Cikkeit, műfordításait a Hazánk, Magyar Szó, Székely Nemzet, Közérdek, Határvidék, Újság, Temesvári Hírlap, Délmagyarországi Közlöny, Krassó-Szörényi Hírlap s más újságok és folyóiratok közölték.

## Munkái
- A vizaknai honvédek (emlékfüzet, Budapest, 1890);
- Csokonai és az olasz költők (irodalomtörténeti tanulmány, Szentes 1893);
- Egy pár szó Eminescu irodalmáról (Nagyszeben 1895);
- Eminescu (Nagyszeben, 1895);
- Erzsébet királyné emlékezete. Alkalmi beszéd 1901. november 19. (Nagyszeben,  1901);
- Magyar–román társalgási gyakorlatok, bevezetésül rövid román nyelvtani résszel (Nagyszeben, 1902);
- Idegen és hazai tankönyvek (Nagyszeben, 1905);
- Irodalmi tükörképek (Lugos 1909);
- A román nemzet és Románia története. Aguletti „Istoria Românilor” című műve nyomán átdolgozta és kiegészítette Szőcs Géza. I. rész. A románok őstörténelmétől a fanarióták koráig (Kolozsvár, 1920);
- Eminescu és Petőfi (Gyergyószentmiklós, 1923);
- Történelmi pillanatképek. I. füzet (Csíkszereda, 1923).